# Manuel Sales y Ferré
Manuel Sales y Ferré (Ulldecona, 24 de agosto de 1843-Vinaroz, 10 de diciembre de 1910) fue un sociólogo, historiador y arqueólogo español.

## Biografía
Inició su formación en el Seminario Conciliar de Tortosa y en el Instituto de Castellón de la Plana, estudiando luego en varias universidades españolas. Así, en 1874 obtuvo la cátedra de geografía histórica en la Universidad de Sevilla, y poco después publicó el libro Filosofía de la muerte (Sevilla, 1877), a partir de los manuscritos inéditos de su maestro, el filósofo krausista Julián Sanz del Río. Alentado por Fernando de Castro y Pajares, colega de Sanz del Río, publicó otros textos históricos del maestro soriano: Compendio razonado de historia general, Resumen de historia general y su Historia de España.
En 1899 Sales y Ferré se trasladó a la Universidad Central, donde se encargó de la cátedra de sociología, que desempeñó hasta su muerte. Fue miembro muy activo de la Academia de Ciencias Morales y Políticas y también de la de Bellas Artes de San Fernando. Fundó en Madrid el Instituto de Sociología, y en Sevilla varias bibliotecas. Su afición arqueológica le llevó a visitar gran parte de España acompañado de sus discípulos predilectos. 

## Obras
- El hombre primitivo y las tradiciones orientales (Sevilla 1881)
- Prehistoria y origen de la civilización (Sevilla 1883)
- Compendio de historia universal (Edad prehistórica y período oriental) (Sevilla y Madrid, 1883 y 1886)
- Historia universal (Madrid, 1884)
- Método de enseñanza (Sevilla 1887)
- Civilización europea. Consideraciones acerca de su presente, su pasado y su porvenir, del origen del lenguaje, Mitología popular, Estudios arqueológicos e históricos (Sevilla 1887)
- La necrópolis de Carmona (Madrid 1887)
- Tratado de Sociología, en 4 tomos (ediciones en Sevilla y Madrid, en 1889 y 1904)
- El descubrimiento de América según las nuevas investigaciones (Sevilla 1893), en colaboración de Nicolás Tenorio Cerero.
- La transformación del Japón (Función del socialismo en la transformación actual de las naciones) (Madrid 1902)
- Nuevos fundamentos de la moral (Madrid 1907)
- Problemas Sociales (Madrid 1910)

Fue traductor de obras de Hartmann, Spencer, Quatrefages, Vivien de Saint-Martin y Laufrey. También pronunció varias conferencias y discursos. Asimismo, en el Ateneo de Madrid dio un curso sobre sociología.